# Ada Liberio
Ada Liberio Romo (Zaragoza, 10 de agosto de 1974) es una ex gimnasta rítmica española que formó parte de la selección nacional de gimnasia rítmica de España en modalidad individual y obtuvo varias medallas nacionales e internacionales. Fue campeona de España en segunda categoría (1987), en primera categoría (1988 y 1989) y en categoría de honor (1990).

## Biografía deportiva

### Inicios
Se formó en el Club Deportivo Zaragozano de Gimnasia, siendo entrenada por Cathy Xaudaró. Junto a otras gimnastas como Ana Bolea o las hermanas Elmira Dassaeva y Cristina Dassaeva, hizo que el club se convirtiera a nivel regional en unos de los equipos referentes en gimnasia rítmica durante varias décadas. En 1984, se clasificó en cuarto lugar de la categoría infantil y obtuvo la medalla de plata en cuerda y la de bronce en manos libres y aro en el Campeonato de España. En 1985 fue campeona de Aragón infantil y subcampeona de España en categoría infantil en Cádiz, quedando en 1986 de nuevo campeona de Aragón infantil y en tercera posición en esa misma categoría en el Campeonato de España.

### Etapa en la selección nacional

#### En la selección española júnior
El año 1986 pasó a formar parte de la selección española individual en categoría júnior tras ser escogida por la seleccionadora Emilia Boneva. Ese mismo año participó en el torneo Cerceu D'Or (Aro de Oro) de Bulgaria, donde quedó clasificada en 11.ª posición.
Como júnior de la selección española, participó en 1987 en el primer Campeonato de Europa Júnior, celebrado en Atenas, donde quedó en 15.ª posición en la general y 7.ª en la final de cinta. Ese mismo año fue campeona de España en segunda categoría en la general, en pelota, en aro y en cinta. En el Campeonato de España Individual de 1988, celebrado en Lloret de Mar, fue campeona de España en primera categoría tanto en la general como en pelota, siendo ese mismo año campeona de Aragón en dicha categoría. En junio de 1989, en el Campeonato de Europa Júnior de Tenerife, obtuvo la 5.ª plaza en la clasificación general y la medalla de bronce por equipos junto a Rosabel Espinosa y Edi Moreno. En ese mismo campeonato participó en las cuatro finales por aparatos, donde obtuvo la medalla de plata en mazas, la quinta en pelota, y la cuarta plaza en aro y cuerda.

#### En la selección española sénior
Para 1989 pasó a la categoría absoluta. Ese año volvió a ser en Murcia campeona de España en primera categoría, obteniendo la medalla de oro en todas las finales (general, pelota, aro, cinta y cuerda). Como gimnasta de selección absoluta, quedó en 12.º lugar de la clasificación general en el Campeonato del Mundo de Sarajevo de 1989, donde además fue medalla de bronce por equipos junto a Ana Bautista y Silvia Yustos y 8.ª en la final de aro. Por otra parte, en los Juegos Iberoamericanos fue primera clasificada del concurso general y obtuvo la medalla de oro en pelota y aro.
En 1990, en la VI Copa Internacional Ciudad de Barcelona, logró el oro en la general, el 4.º puesto en cuerda, el bronce en aro, el oro en pelota y la plata en cinta. Además, se proclamó campeona de España en categoría de honor, quedando por delante de Noelia Fernández (plata), Mónica Ferrández (bronce), Carmen Acedo (4.ª), Carolina Pascual (5.ª), Eider Mendizábal (6.ª) y Rosabel Espinosa (7.ª), en el campeonato celebrado en Guadalajara. También en 1990 se situó en la 5.ª posición del ranking mundial durante los torneos de clasificación para la Copa del Mundo, pero tuvo una lesión en la que se fracturó el pie y no pudo participar en la competición final. En los Goodwill Games de Seattle obtuvo la 6.ª plaza en la clasificación general, la 5.ª en cuerda, aro y pelota, y la 7.ª en cinta. En el Gymnastic Masters de Stuttgart fue 6.ª en la general, en cuerda y en cinta, y 5.ª en pelota.
En 1990 la Real Federación Española de Gimnasia le concedió la Medalla al Mérito Gimnástico.

## Retirada de la gimnasia
Se retiró de la gimnasia en activo en julio de 1991. El 16 de noviembre de 2019, con motivo del fallecimiento de Emilia Boneva, unas 70 exgimnastas nacionales, entre ellas Ada, se reunieron en el tapiz para rendirle tributo durante el Euskalgym. El evento tuvo lugar ante 8.500 asistentes en el Bilbao Exhibition Centre de Baracaldo y fue seguido además de una cena homenaje en su honor.

## Legado e influencia
Su medalla de bronce por equipos junto a Rosabel Espinosa y Edi Moreno y su plata en la final de mazas en el Campeonato de Europa Júnior de Tenerife (1989) fueron las primeras medallas internacionales oficiales para la rítmica individual en España desde 1978. Su compañera en la selección nacional, Montse Martín, hablaba así en 2019 sobre las características como gimnasta que le atribuía: 

«Ada destacaba por su garra, temperamento, expresión y personalidad en pista, además de [...] unas grandes dificultades con el aparato, sobre todo, en los lanzamientos y en sus recepciones, los cuales hacía con aparente facilidad. Dificultades que podríamos ver a día de hoy perfectamente en algunas de las grandes campeonas [...] [Fue] el espejo de muchas pequeñas gimnastas españolas del momento».

## Equipamientos
| Período     | Proveedor |
| ----------- | --------- |
| 1988 - 1991 | Arena     |

## Música de los ejercicios
| Año  | Aparatos | Música                                                                        |
| ---- | -------- | ----------------------------------------------------------------------------- |
| 1987 | Pelota   | Banda sonora del musical Cabaret, compuesta por John Kander.                  |
| 1990 | Pelota   | Adagio del Concierto de Aranjuez, compuesto por Joaquín Rodrigo.              |
| 1990 | Cinta    | «Ivette», en la versión de Aníbal Troilo, Roberto Grela y su cuarteto típico. |
| 1990 | Cuerda   | Tema de James Bond de Monty Norman y John Barry.                              |

## Premios, reconocimientos y distinciones
- Medalla al Mérito Gimnástico, otorgada por la Real Federación Española de Gimnasia (1990)

## Filmografía

### Programas de televisión
| Programas de televisión | Programas de televisión | Programas de televisión | Programas de televisión |
| ----------------------- | ----------------------- | ----------------------- | ----------------------- |
| 1990                    | Camarada Boneva         | La 2 de TVE             | Aparición en reportaje  |